# إيثان جيمس
إيثان جيمس (بالإنجليزية: Ethan James)‏ هو مهندس الصوت ومهندس أمريكي، ولد في 1946، وتوفي في 19 يونيو 2003 بسبب سرطان الكبد.

## وصلات خارجية
- إيثان جيمس على موقع ميوزك برينز (الإنجليزية)
- إيثان جيمس على موقع ديسكوغز (الإنجليزية)